# Kaliwakia
Kaliwakia (gr. Καλυβάκια, tur. Kalavaç) – wieś na Cyprze, w dystrykcie Nikozja.